# Fly on the Windscreen (utwór)
„Fly on the Windscreen” – piosenka grupy Depeche Mode z albumu Catching Up with Depeche Mode.
Ta wersja utworu nie była zagrana podczas żadnej trasy koncertowej zespołu.
Ta wersja utworu nie zawiera mrocznego wejścia (oryginalną wersję utworu zaczyna automat perkusyjny).
Utwór znalazł się na stronie B singla It's Called a Heart oraz na albumach: Catching Up with Depeche Mode (tuż po utworze It's Called a Heart) oraz na zremasterowanej wersji albumu Black Celebration, wraz z odnowioną wersją utworu.

## Wersja z albumuBlack Celebration
„Fly on the Windscreen (final)” – nowa wersja utworu pochodząca z albumu Black Celebration. Ten utwór różni się nieco od oryginału z 1985 roku (np. w czasie trzeciej zwrotki pojawia się zwrot "Tell me how you feel!").
Ta wersja utworu była grana chętniej podczas kilku tras koncertowych zespołu.
Ta wersja utworu zawiera fragment mrocznej końcówki z utworu Black Celebration, sklejonej z początkiem tego utworu.
Ta wersja utworu zawiera teledysk, w którym to muzyka jest trochę bardziej mroczna, niż sam utwór.

## Twórcy

### Depeche Mode
- David Gahan - wokale główne, sampler
- Martin Gore - syntezator, wokale drugoplanowe, sampler, chórki
- Alan Wilder - syntezator, chórki, sampler, automat perkusyjny
- Andrew Fletcher - syntezator, sampler

### Pozostali
- Daniel Miller - syntezator, chórki
- Gareth Jones - syntezator

## Wersja utworu w wykonaniuAne BruniVince'a Clarke'a
W 2013 roku pojawiło się nowe wydanie utworu "Fly on the Windscreen" w wykonaniu Ane Brun. Podczas nagrywania tej wersji utworu towarzyszył jej były muzyk zespołu Depeche Mode - Vince Clarke. Ta wersja utworu jest bardziej mroczna od tej wykonywanej przez Depeche Mode. Teledysk do utworu został nagrywany w kościele. Pod koniec niego możemy ujrzeć muzyków wykonujących utwór w tej budowli. Do nagrania utworu wykorzystano syntezatory, automat perkusyjny (który można usłyszeć dopiero w czasie drugiej zwrotki). W utworze zostały prawdopodobnie również wykorzystane organy kościelne.

## Inne wersje utworu
Zespół God Lives Underwater swoją wersję tej piosenki nagrał na album For the Masses z 1998 roku.